# Chimaek

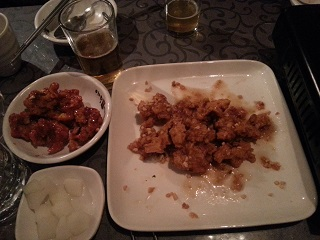
Una típica combinación de chimaek

Chimaek (치맥치맥; del coreano chikin: pollo frito y maekju: cerveza) es un emparejamiento de pollo frito (el básico huraideu o el picante yangnyeom) y cerveza, servido como anju durante la noche en muchos restaurantes surcoreanos, incluyendo un número de cadenas especializadas.

## Origen
Desde el pollo asado que apareció en la década de 1960 hasta el picante pollo adaptado para satisfacer el gusto coreano, Corea ha importado y desarrollado una creciente variedad de platos de pollo. Al mismo tiempo que el pollo era cada vez más popular, un proyecto de cerveza, aparecido en la década de 1970 también se hizo muy popular, y, finalmente, se hizo común combinarlos en un único elemento del menú. Por otra parte, el mundial de fútbol Corea–Japón 2002 desencadenó la sensación del Chimaek. El Chimaek ha tenido un impacto significativo en la cultura de bebidas coreana.

## Fuera de Corea
También es muy popular en China, debido a la influencia del drama Mi Amor de las Estrellas, en la que Cheon Song-i, dijo que "Un día de nieve es perfecto para nuestro Chimaek..."; este fue el detonante de este fenómeno. Especialmente las tiendas de pollo han aumentado en China. Subir imágenes de sí mismo sosteniendo pollo en una mano y una cerveza en la otra en las redes sociales se convirtió en una tendencia.
Hoy en día, Corea está tratando de renacer como capital del Chimaek,  el cual ocupa un lugar especial entre el público y los consumidores.  En la Ciudad Metropolitana de Daegu, un festival de Chimaek se celebró en 2012.  En 2013, un festival en Ningbo reunió a unas 400.000 visitantes en sus primeros tres días.

## Significado
Chimaek es una franquicia rentable. La demanda de tiendas de pollo aumentó con la creciente demanda de pollo y cerveza. A partir de marzo de 2014 Corea contaba con 192 franquicias de pollo. Aproximadamente el 10% de las empresas son conocidas por recetas únicas.